# Trirhabda canadensis
Chrysomèle à quatre bandes
Espèce
Trirhabda canadensis, communément appelé la Chrysomèle à quatre bandes (en anglais, Goldenrod leaf beetle), est une espèce d'insectes coléoptères de la famille des Chrysomelidae qui se rencontre depuis le Nord des États-Unis jusqu'au Sud du Canada. 
Ce petit insecte phytophage vit notamment dans les champs et les prairies, souvent posé sur une feuille. Il peut atteindre approximativement 8 mm de long.

## Description
Ses antennes excèdent en longueur les trois quarts du corps. La base antennaire, le scape et les trois premiers antennomères sont jaunes à l'extrémité noirâtre. Les antennomères suivants sont gris terne à noir mat. Sa tête est un peu conique, légèrement plus large que long, et elle est ornée de trois taches noires dans la partie postérieure. Ses pièces buccales sont sombres. Ses yeux sont noir luisant, de taille moyenne et quelque peu saillants. Le pronotum est plus large que la tête et déprimé au centre. Il est orné de trois gros points noirs.
Lorsque fermés, ses élytres ressemblent à une ogive plate, le limbe extérieur convexe. Ils sont ornés de trois bandes longitudinales noires, qui convergent et fusionnent à la pointe apicale, un signe distinctif de l'espèce. Les pattes sont brun jaunâtre, plus sombres au niveau des articulations. La face externe des tibias est ornée d'une fine bande longitudinale brun foncé.

## Confusion
Elle se confond aisément avec quelques espèces, notamment :
- la Chrysomèle des conifères dont les bandes ornementales sont plus étroites ;
- Trirhabda adela qui est une espèce moins commune au Sud du Québec ;
- Trirhabda virgata  dont les trois bandes ne se touchent pas l'apex.

## Galerie

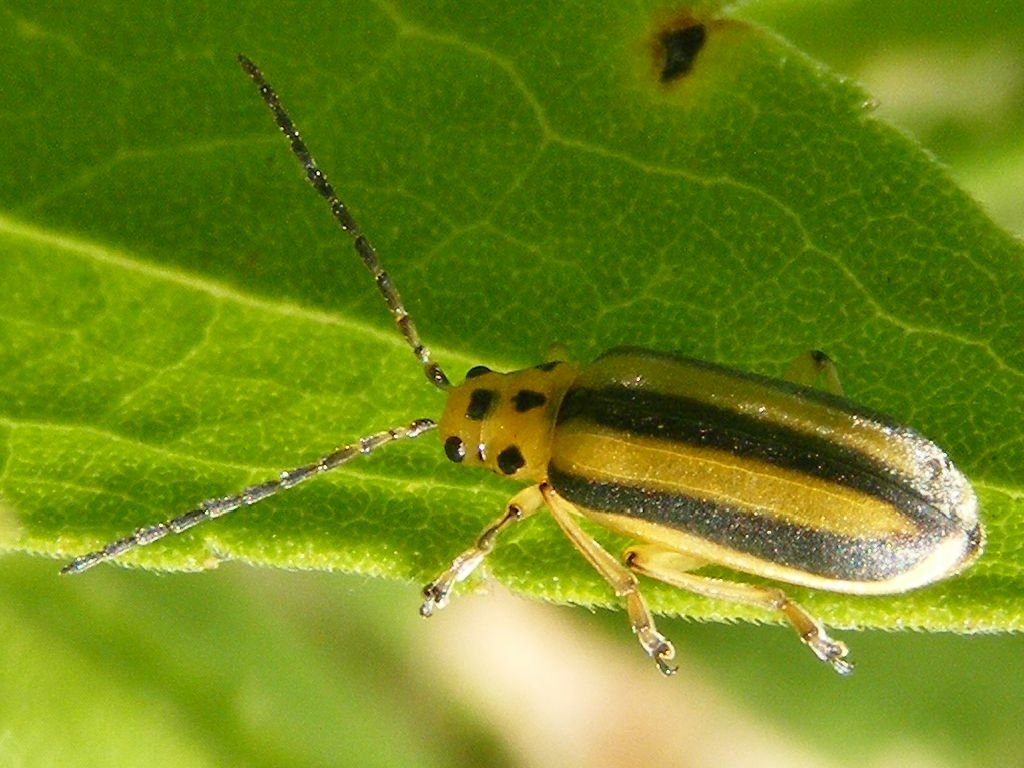
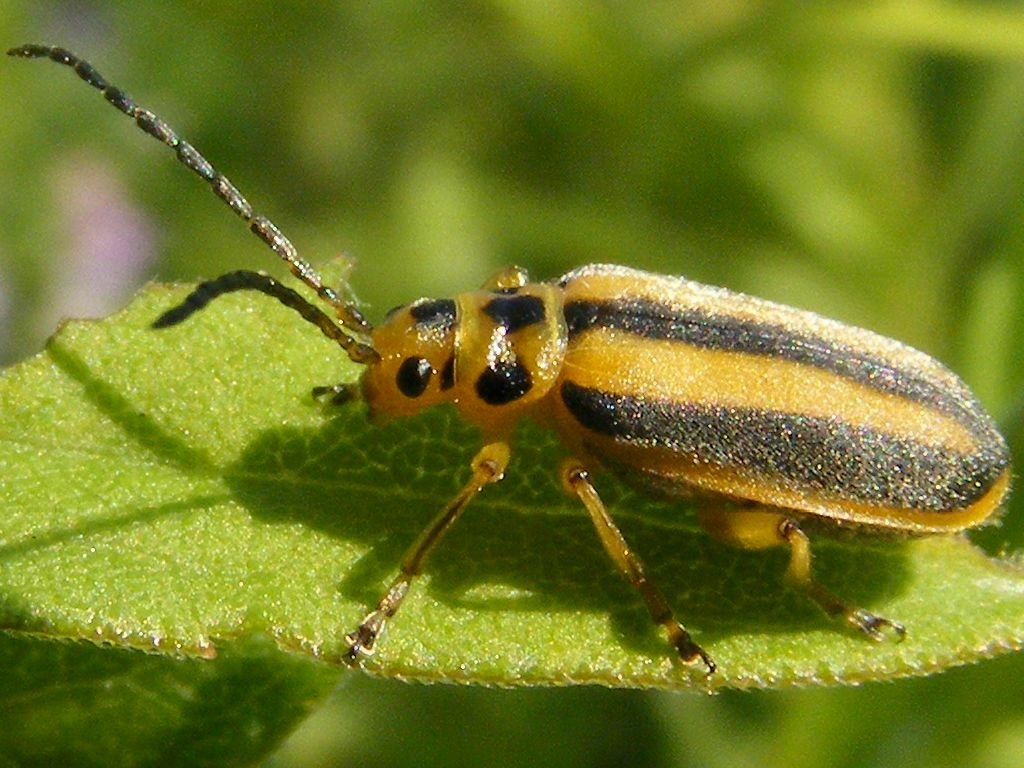
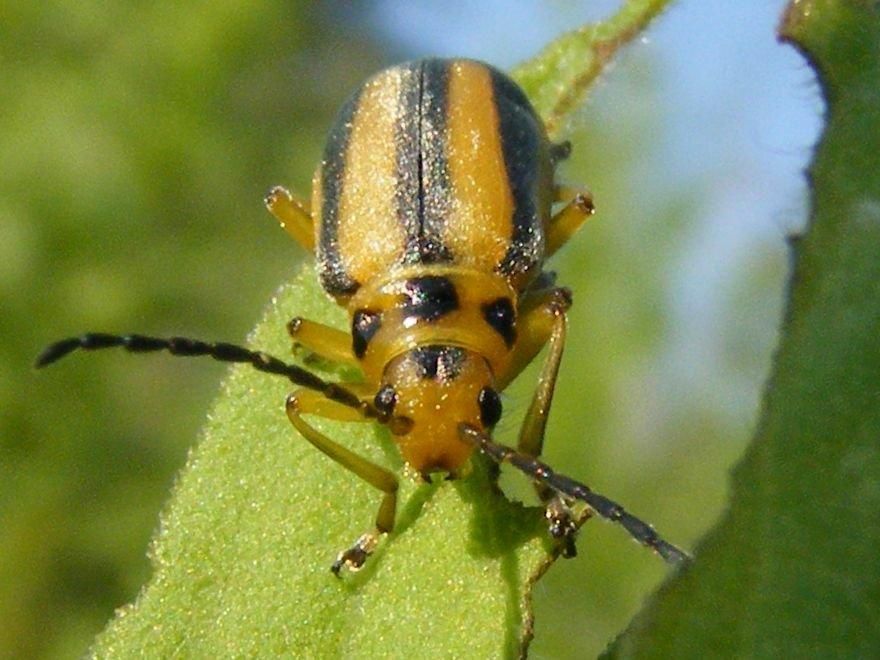

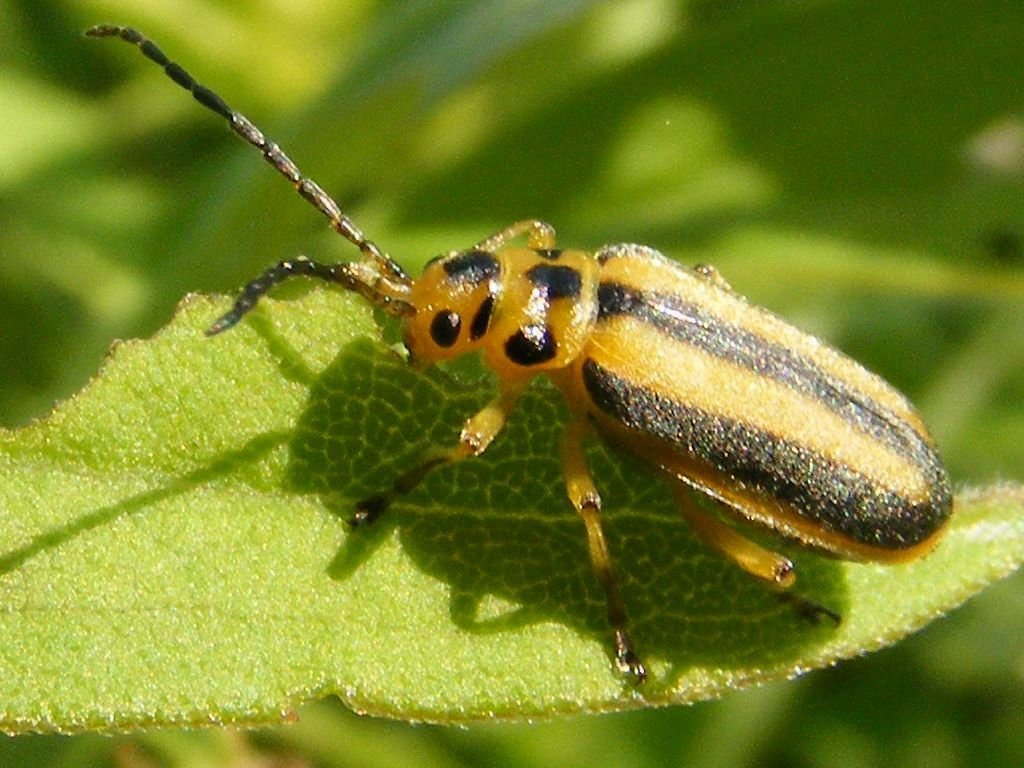
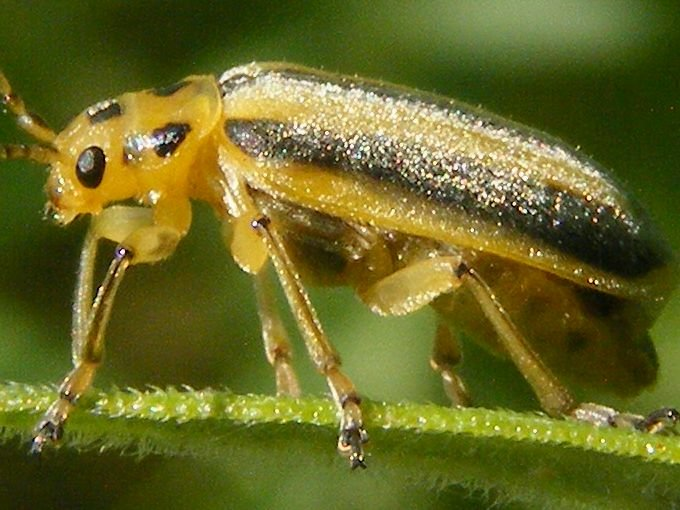
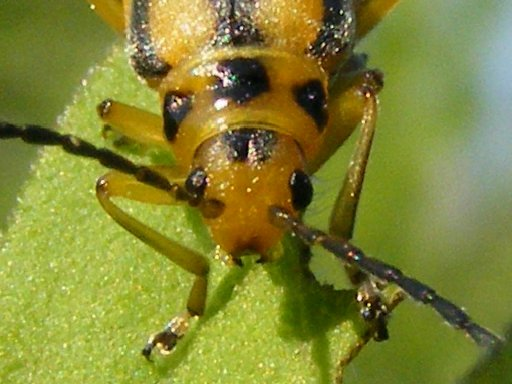